# 小栗忠政
小栗忠政（1555年—1616年10月22日），日本戰國時代至江戶時代初期的武將、旗本。父親是小栗吉忠。

## 生平
在天文24年（1555年）出生。於13歲時，成為德川家康的小姓。元龜元年（1570年），在姉川之戰中，擔任家康的警護，與急襲而來的敵兵戰鬥。受家康讚賞，並被賜予名槍。
據說在此後，因為常常在合戰中得到一番槍，於是通稱「又市」就因為「又得到一番槍」（又もや一番槍）而被賜「又一」的名稱。因為不斷奮戰，指物「白地黑之五輪塔」（白地に黒の五輪塔）甚至被血染成紅色（『寬政重修諸家譜』）。不過因為無謀突進、經常獨行獨斷、違反軍律等，激怒家康，並曾被大須賀康高軟禁。
率領被稱為「小栗黨」的一族，在駿河侵攻、小牧長久手之戰、關原之戰等戰鬥中，立下許多戰功，成為上野國、武藏國、下總國合共2千5百5十石旗本，並進入武藏足立郡大成（現今埼玉縣埼玉市大宮區大成町）。
在大坂之役出陣，不過於夏之陣中被鐵砲擊中而受傷，並在翌年（1616年）於江戶死去。享年62歲。
在成為大成領主後，復興附近的普門院，並成為小栗家的菩提寺。現今普門院亦有小栗家的墓所，有30個墓碑並立。

## 外部連結
- 武家家伝＿小栗氏 （页面存档备份，存于）